# 大田原市
大田原市（日语：／ Ōtawara shi */?）是栃木縣東北部的一市，是栃木縣北地区的政治、經濟、文化、行政的中心都市。2005年10月1日，將鄰接的那須郡湯津上村與同郡黑羽町編入，人口約8万人。日本禪宗四大道場之一的雲巖寺位於此市。